# Svarta göl (Skirö socken, Småland)
Svarta göl är en sjö i Vetlanda kommun i Småland och ingår i Emåns huvudavrinningsområde.